# Jackson Mitchell
Jackson Mitchell (Ridgefield, 23 gennaio 2001) è un giocatore di football americano statunitense che milita nel ruolo di linebacker e che è free agent. Al college ha giocato per UConn.

## Carriera universitaria
Mitchell, originario di Ridgefield nel Connecticut, cominciò a giocare a football nella locale Ridgefield High School prima in attacco come wide receiver e poi passando in difesa come linebacker.
Valutato come un prospetto medio-basso (due stelle su cinque) per il college football, nel 2019 andò a giocare per l'Università del Connecticut con gli Huskies impegnati da indipendenti nella Divisione I della Football Bowl Subdivision (FBS) della NCAA.
Nei suoi quattro anni di carriera al college fece 47 presenze, di cui 42 da titolare, mettendo a tabellino complessivamente 438 tackle, di cui 186 in solitaria, tre intercetti, 10 passaggi deviati, sei fumble forzati e 7,5 sack.

## Carriera professionistica

### Carolina Panthers
Mitchell, dopo non essere stato selezionato nel Draft NFL 2024, firmò da undrafted free agent con i Carolina Panthers. Il successivo 16 agosto fu svincolato.

### Las Vegas Raiders
Il 17 agosto 2024 Mitchell firmò con i Las Vegas Raiders. Fu svincolato dieci giorni dopo, non riuscendo a rientrare nel roster attivo iniziale per la stagione 2024.

### Carolina Panthers (2° periodo)
Il 1º ottobre 2024 Mitchell tornò con i Panthers firmando per la loro squadra di allenamento.
Svincolato il 5 novembre, rifirmò nuovamente con la squadra di allenamento dei Panthers il 18 dicembre successivo, dove terminò la sua stagione da rookie.

### Las Vegas Raiders (2° periodo)
Il 13 gennaio 2025 Mitchell tornò con i Raiders firmando da riserva/contratto futuro. Il 25 aprile 2025, per far spazio nel roster ai nuovi giocatori selezionati nel draft, Mitchell fu svincolato.